# Josef Hügi
Jopef Hügi (23 de junho de 1930 - 16 de abril de 1995) foi um futebolista suíço, que atuou como atacante nas décadas de 1940, 1950 e início de 1960.

## Carreira

### Clubes
Hügi começou a jogar no final da tenra idade, mas não levou o esporte a sério até que começou a frequentar a Università di Basilea nos anos 1940. Seu primeiro time profissional foi o FC Basel, com o qual assinou contrato por 1948/49 e jogou por 5 anos, participou de mais de 300 partidas e marcou 224 gols. Em 1962 assinou contrato com FC Zürich mas jogou somente duas partidas antes de concluir sua carreira em clubes de séries menores.

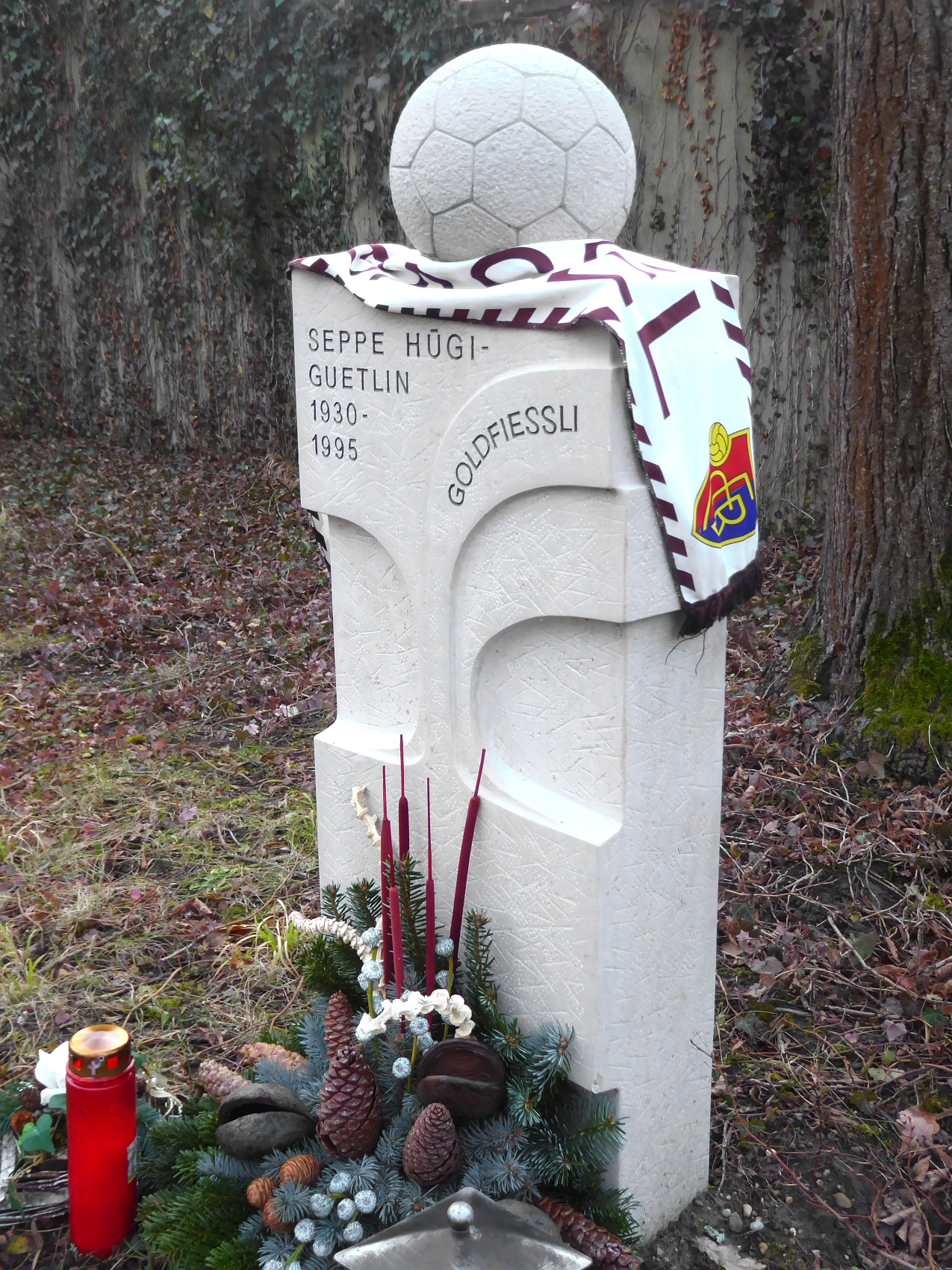
Sepultura no Friedhof am Hörnli, Basileia.

### Seleção
Totalizou 34 presenças na Seleção Suíça de Futebol entre 1951 e 1960, marcando 22 gols. Marcou seis gols na Copa do Mundo de 1954 sediada na Suíça, sendo o recordista de gols em uma edição pela Suíça.